# Cahecho

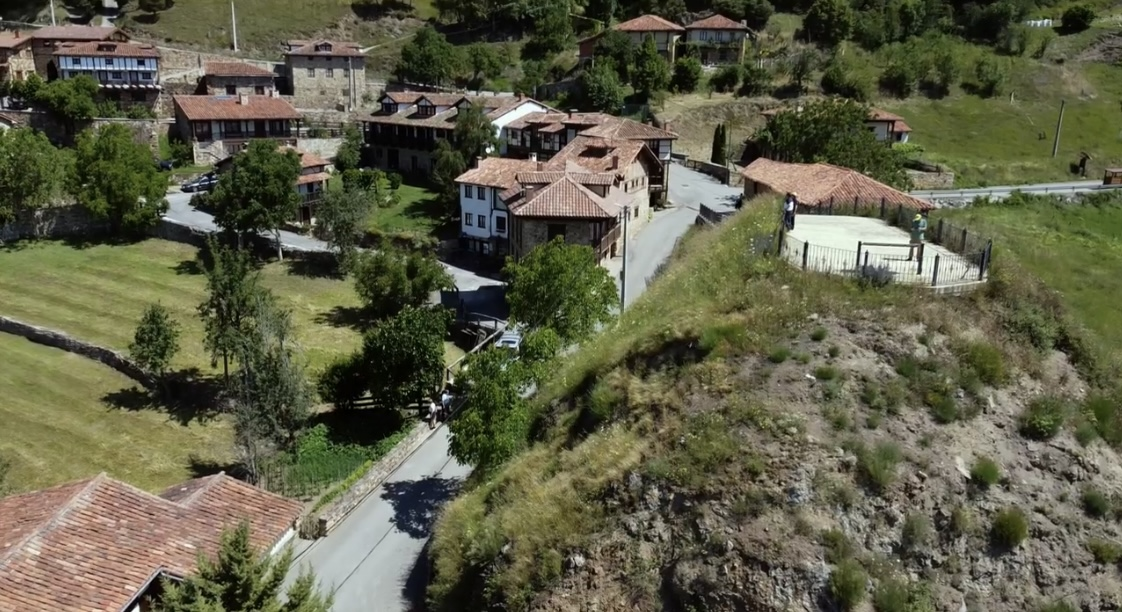

Cahecho (antiguamente Cageito[cita requerida]) es una localidad del municipio de Cabezón de Liébana (Cantabria, España). En el año 2023 contaba con una población de 52 habitantes (INE). Esta localidad está situada a 846 metros de altitud sobre el nivel del mar y a 3,8 kilómetros de la capital municipal, Cabezón de Liébana. Tiene partido judicial en San Vicente de la Barquera.
Es una de las localidades que forman parte del «Valle Estrechu» o «Estrecho», también «Valdeaniezo», formado por el río Aniezo en la vertiente oeste de Peña Sagra. El pueblo se orienta al sur, mirando a un circo de montañas, con lo que cuenta con excelentes vistas. Ya se menciona la Iglesia Santa Maria de Cageito en una carta del año 735 en Cartulario del Monasterio de Santo Toribio de Liébana.

## Patrimonio
Entre sus edificios destaca la iglesia parroquial de Santa María (de advocación a San Antonio desde los años 1950), con espadaña, en un primer momento románica, reconstruida en el siglo XVI; conserva un retablo con predela y una estatua de la virgen con niño góticas, además de un cordobán en el altar.
Varias de las casas montañesas típicas de Cantabria han sido rehabilitadas y convertidas en posadas o apartamentos.
En sus inmediaciones, en medio de un robledal, se conoce un yacimiento arqueológico de tipo castrense.

## Demografía
| 2000 | 2001 | 2002 | 2003 | 2004 | 2005 | 2006 | 2007 | 2008 | 2009 |
| ---- | ---- | ---- | ---- | ---- | ---- | ---- | ---- | ---- | ---- |
| 49   | 53   | 56   | 53   | 53   | 46   | 47   | 49   | 50   | 49   |

Fuente: INE